# Stara Huta-Koszary
Stara Huta-Koszary est une localité polonaise de la gmina de Bieliny, située dans le powiat de Kielce en voïvodie de Sainte-Croix.